# Tychy
Tychy (tysk Tichau) er en industriby i sydlige Polen i det Województwo śląskie. Den ligger i den sydlige del af Øvreschlesiske industriområde. Byen har distriktsniveaustatus.

## Venskabsbyer
Cassino, Berlin, Huddinge

## Bemærkelsesværdige personer fra byen
- Arkadiusz Milik, polsk fodboldspiller
- Marcin Held, polsk UFC-kæmper

## Panorama
50°07′25″N 18°59′12″Ø / 50.1236°N 18.9867°Ø